# Снігомір

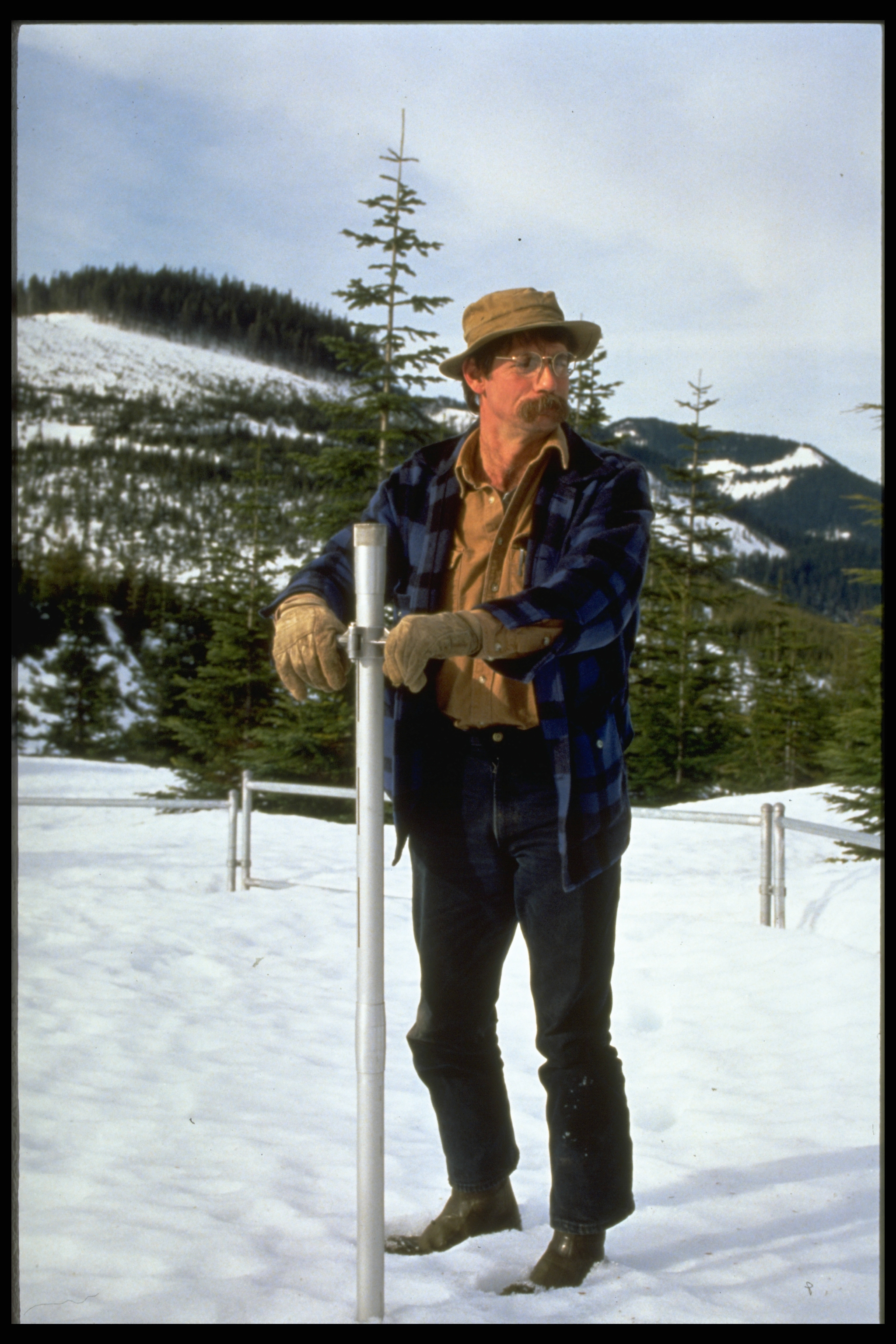

Снігомір — метеорологічний інструмент для вимірювання щільності та висоти снігового покриву.
Зазвичай снігомір складається з циліндра з ріжучими зубами і сантиметровою шкалою на зовнішній поверхні, кришки, ручки та вагового пристрою: гачків для підвішування, коромисла, призми, стрілки, вантажу, а також лопатки.
Вимірювання проводять так. На рівній ділянці циліндр снігоміра занурюється зазубреним кінцем строго вертикально в сніг до зіткнення з поверхнею, що підстилає. Якщо трапляються снігові кірки, легким підкручуванням циліндра їх прорізають. Коли труба досягне ґрунту, записують висоту снігового покриву за шкалою. Потім з одного боку циліндра відгрібається сніг, і під нижній кінець циліндра підводиться спеціальна лопаточка. Разом з нею циліндр виймають зі снігу і перевертають нижнім кінцем вгору. Очистивши циліндр від снігу зовні, підвішують його до гачка ваг. Ваги врівноважують за допомогою рухомого вантажу і записують число поділок по лінійці снігоміра.